# Morgane Riou
Morgane Riou (* 6. Januar 1986 in Nantes) ist eine französische Duathletin und Triathletin. Sie ist vierfache Französische Meisterin Cross-Triathlon (2015–2018) sowie zweifache Europameisterin Cross-Triathlon (2019, 2021).

## Werdegang
Bei den französischen Duathlon-Meisterschaften wurde Morgane Riou 2004 Dritte in Chaumont.
2008 wurde Morgane Riou Dritte bei der U23-Weltmeisterschaft auf der Duathlon-Kurzdistanz.
2015 wurde sie in Saint-Bonnet-Tronçais Französische Meisterin Cross-Triathlon und sie konnte sich diesen Titel bis 2018 noch weitere drei Mal in Folge sichern.
Im Juni 2019 wurde die 33-Jährige in Rumänien ETU-Europameisterin Cross-Triathlon und wenige Tage später auch im Cross-Duathlon.

Im August wurde sie in Tschechien zudem Europameisterin Cross-Triathlon der Xterra-Rennserie.
Im September 2021 konnte die 35-Jährige ihren Titel nach der Absage des Rennens 2020 erfolgreich verteidigen und wurde zum zweiten Mal Europameisterin Xterra Cross Triathlon.

## Sportliche Erfolge
| Datum/Jahr    | Rang | Wettbewerb                                | Austragungsort | Zeit     | Bemerkung                                          |
| ------------- | ---- | ----------------------------------------- | -------------- | -------- | -------------------------------------------------- |
| 2. Juli 2019  | 1    | ETU Cross Duathlon European Championships | Târgu Mureș    | 01:56:42 | Europameisterin Cross Duathlon                     |
| 27. Sep. 2008 | 3    | ITU Duathlon World Championship U23       | Rimini         | 02:11:58 | U23-Weltmeisterschaft auf der Duathlon-Kurzdistanz |
| 2004          | 3    | FRA Duathlon National Championships       | Chaumont       |          |                                                    |

| Datum/Jahr    | Rang | Wettbewerb                    | Austragungsort | Zeit     | Bemerkung                      |
| ------------- | ---- | ----------------------------- | -------------- | -------- | ------------------------------ |
| 24. Sep. 2021 | 1    | Xterra European Championships | Andalo         | 02:37:34 | Europameisterin Cross-Duathlon |

| Datum/Jahr    | Rang | Wettbewerb             | Austragungsort | Zeit | Bemerkung                                                                  |
| ------------- | ---- | ---------------------- | -------------- | ---- | -------------------------------------------------------------------------- |
| 3. Sep. 2016  | 3    | Triathlon de Gérardmer | Gérardmer      |      | auf der Kurzdistanz; hinter der Schweizer Siegerin Emma Bilham             |
| 15. Aug. 2016 | 2    | Embrunman              | Embrun         |      | auf der Kurzdistanz (1,5 km Schwimmen, 43,5 km Radfahren und 10 km Laufen) |

| Datum/Jahr    | Rang | Wettbewerb                                 | Austragungsort        | Zeit     | Bemerkung                                                  |
| ------------- | ---- | ------------------------------------------ | --------------------- | -------- | ---------------------------------------------------------- |
| 24. Sep. 2021 | 1    | Xterra European Championships              | Andalo                | 02:37:34 | Europameisterin Xterra Cross Triathlon                     |
| 4. Aug. 2019  | 1    | Xterra European Championships              | Prachatice            |          | Europameisterin Xterra Cross Triathlon                     |
| 29. Juni 2019 | 1    | ETU Cross Triathlon European Championships | Târgu Mureș           | 02:00:08 | Europameisterin Cross Triathlon                            |
| 2. Sep. 2018  | 1    | FRA National Championships Cross-Triathlon | Revermont             |          |                                                            |
| 10. Juli 2018 | 4    | ITU Cross Triathlon World Championships    | Fyn                   | 02:31:13 |                                                            |
| 9. Juni 2018  | 1    | Xterra Belgium Championship                | Namur                 |          |                                                            |
| 30. Juli 2017 | 2    | ETU Cross Triathlon European Championships | Târgu Mureș           | 02:02:51 | Vize-Europameisterin Cross Triathlon, hinter Brigitta Poór |
| 10. Juni 2017 | 3    | Xterra Belgium Championship                | Namur                 |          |                                                            |
| 13. Mai 2017  | 1    | FRA National Championships Cross-Triathlon | Calvi                 |          |                                                            |
| 11. Juni 2016 | 3    | Xterra Belgium Championship                | Namur                 |          |                                                            |
| 2016          | 1    | FRA National Championships Cross-Triathlon | Saint-Launeuc         |          |                                                            |
| 9. Mai 2015   | 1    | FRA National Championships Cross-Triathlon | Saint-Bonnet-Tronçais |          |                                                            |
| 17. Mai 2014  | 2    | FRA National Championships Cross-Triathlon | Saint-Bonnet-Tronçais | 01:57:59 | Vize-Meisterin hinter Coralie Redelsperger                 |
| 12. Mai 2013  | 2    | FRA National Championships Cross-Triathlon | Versailles            | 01:51:00 | hinter Marion Lorblanchet                                  |

(DNF – Did not finish; DSQ – Disqualifiziert)